# Freddie Records
Freddie Records, créé en 1969 par Freddie Martinez à Corpus Christi, est une maison de disques américaine, principalement de langue espagnole, qui a joué un rôle historique dans le développement de la Musique régionale mexicaine, du Conjunto norteño, de la Musica Tejana et du Tejano.

## Enseignes et sous-marques
Au cours de sa longue histoire, et souvent dans l'objectif de gérer ses catalogues ou d'adapter la communication de l'entreprise, Freddie Records a utilisé de nombreuses enseignes, dont :
- Acorn Records.
- BrothersTrei, Ltd.
- Estudios Freddie.
- Freddie 16 Track Recording Studio.
- Freddie 24-Track Recording Studio.
- Freddie Discos M.
- Freddie Recording Studio.
- Freddie Records Studio.
- Freddie Studios.
- Johnny Records.
- Legends Sound Studios.
- Marfre, LLC.

- Martzcom Music, LLC.
- SCMP,LLC.
- Studio B, Corpus Christi, TX

Les filiales mexicaines de Freddie Records ont été nommées Freddie Discos M et Discos Freddie S.A. de C.V..

## Artistes
Freddie Records a encouragé ou contribué à développer la carrière de nombreux artistes ou groupes, notamment :
- Alan y Roberto

- Alazzan
- Albert Zamora
- Atrapado
- Augustin Ramirez
- El Cartel de Nuevo Leon
- Elida Reyna y Avante
- Eliseo Robles Y Los Barbaros Del Norte
- Freddie Martinez
- Ramón Ayala
- Intocable
- Los Palominos.
- Solido, The Legends
- Jimmy Gonzalez Y Grupo Mazz
- Jay Perez
- Johnny Lee Rosas
- Lucky Joe
- La Fiebre
- La Mafia
- David Olivarez
- Lupe Tijerina y Los Cadetes De Linares
- Los Invasores De Nuevo Leon
- Los Terribles Del Norte
- Juan Acuña, Siggno
- Los Cachorros de Juan Villarreal
- Little Joe
- Augustine Ramirez
- Sunny Ozuna
- Laura Canales
- Jaime y Los Chamacos
- Roberto Pulido y Los Clasicos
- Selena y Los Dinos
- La Insistencia Norteña
- El Predilecto
- Johnny Arreola
- Stevie D
- Pio Treviño y Majic
- Sonora Makaleña
- Zenzio

## Sources
- (en) « Guide to Freddie Martinez "Freddie Records" Collection », sur TARO (Texas Archival Resources Online), Mary and Jeff Bell Library, Corpus Christi, Texas A&M University-Corpus Christi.